# Риводутри
Риводутри (итал. Rivodutri) је насеље у Италији у округу Ријети, региону Лацио.
Према процени из 2011. у насељу је живело 228 становника. Насеље се налази на надморској висини од 565 м.

## Становништво
Према резултатима пописа становништва 2011. у општини је живело 1.297 становника.
| 1931. | 1936. | 1951. | 1961. | 1971. | 1981. | 1991. | 2001. | 2011. |
| ----- | ----- | ----- | ----- | ----- | ----- | ----- | ----- | ----- |
| 1.613 | 1.604 | 1.541 | 1.441 | 1.220 | 1.265 | 1.295 | 1.278 | 1.297 |